# Leza
Leza község Spanyolországban, Arabában. Lakosainak száma 210 fő (2024).

## Földrajza
Leza Laguardia, Navaridas, Villabuena de Álava/Eskuernaga és Samaniego községekkel határos.

## Népesség
A település lakosságának változását az alábbi diagram mutatja:
| Lakosok száma | 203  | 220  | 222  | 225  | 213  | 207  | 212  | 203  | 219  | 210  |
|               | 2001 | 2004 | 2006 | 2009 | 2011 | 2014 | 2016 | 2019 | 2021 | 2024 |